# Ignace Dubus-Bonnel
Ignace Dubus-Bonnel (né le 11 mai 1794 à Lille, France) était un artisan et inventeur français.

## Biographie
Il fut notamment le premier à obtenir un brevet en 1836 pour une méthode de création et de tissage de fils de verre, le prédécesseur de la fibre de verre,,.